# Wakeboard

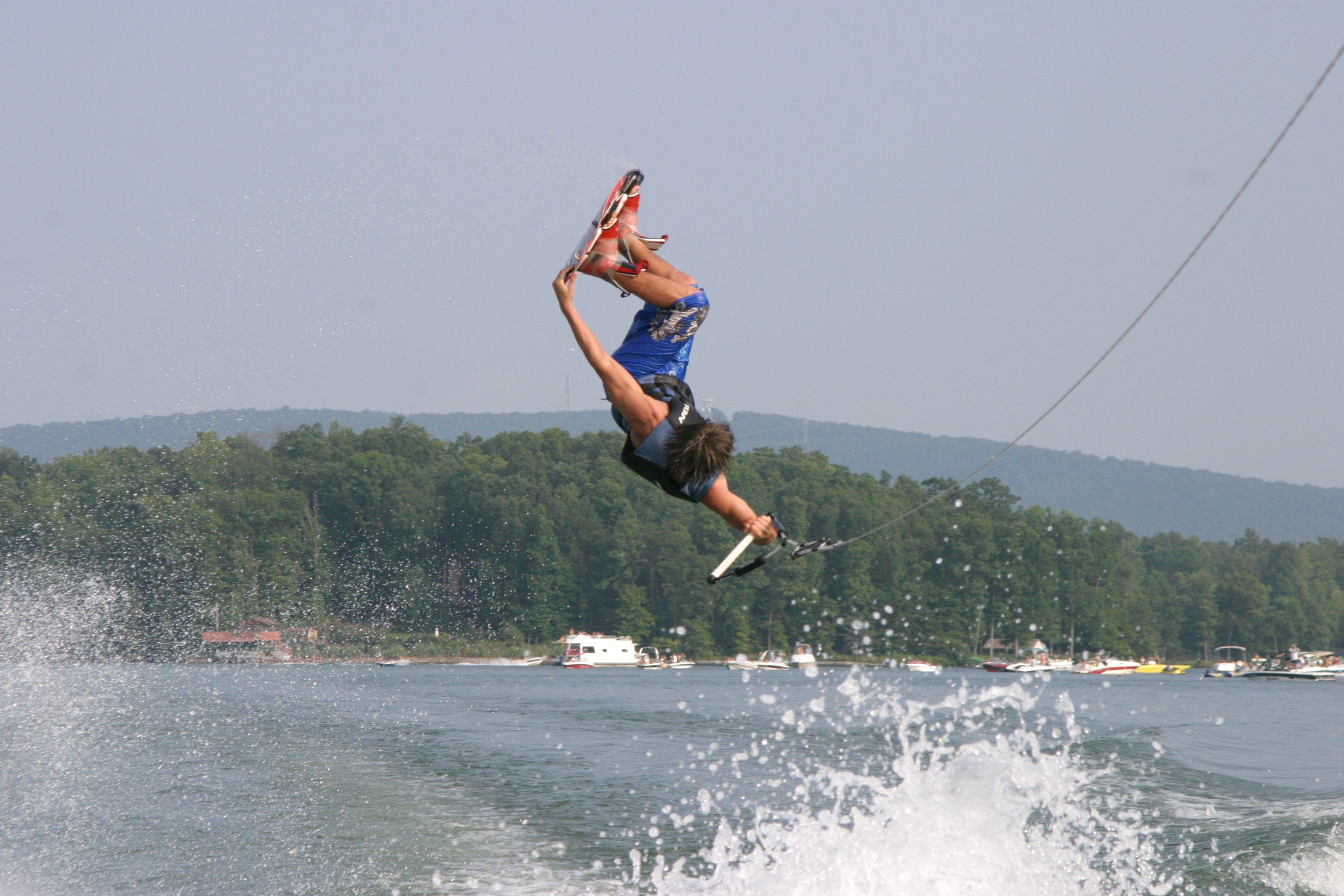

O wakeboard é um desporto aquático praticado com uma prancha tipo snowboard, puxado por uma lancha ou sistema de cabos, conhecidos como cable parks e guinchos. Foi inventado nos Estados Unidos e inicialmente praticava-se com uma prancha de surf com fixações.
Surgiu como uma alternativa para os surfistas nos dias de pouca onda. Foi assim que surgiu a ideia do wakeboard, mais precisamente no ano de 1979, quando o norte-americano Tony Finn, inventou o "skurfing", o embrião do esporte.
Essa prática logo se tornou popular no mundo todo, inclusive no Brasil. A partir daí, novos modelos foram sendo construídos e aperfeiçoados, até a chegada, em 1988, da Hyper XP, uma prancha criada pelo norte-americano Herb O Brien e pelo havaiano Eric Perez, capaz de permitir maior velocidade e aproveitamento das manobras. Com essa prancha o havaiano sagrou-se campeão mundial.
Após Perez, surgiu a prancha desenvolvida por Darin Shapiro. A prancha Shapiro fez o maior sucesso e venceu quatro campeonatos mundiais.

## Wakeboard no Brasil
Desde a chegada no país, em 1990, passou-se algum tempo para a oficialização do esporte. Somente em 1997, com fundação da ABW, a modalidade se consolidou no Brasil. A ABW é responsável pela realização do Circuito Nacional. O circuito nacional conta com diversas etapas, em várias regiões do Brasil.
Os berços do wakeboard nacional estão localizados nos estados de  São Paulo, Goiás, Rio de Janeiro, Minas Gerais, Rio Grande do Sul, Pará, Amazonas, Ceará e no Distrito Federal.

## Onde Praticar
O wakeboard pode ser praticado em qualquer lugar que ofereça espaço para o trajeto do barco e segurança para o atleta.  É importante que se tome cuidado com os banhistas, pois com a alta velocidade (26 km/h - 37 km/h) empregada no esporte, qualquer choque pode se tornar uma ocorrência grave.
As pedras também trazem grande perigo ao praticante. A maior recomendação é que se procure praticar em locais com uma boa profundidade. O wakeboard antes de tudo deve ser praticado com todo o cuidado, já que a negligência no esporte pode trazer sérios problemas.
Os melhores locais para a prática são em represas , lagos , mares, desde que não haja muita onda ou vento, o que dificulta a execução das manobras, que dependem da boa formação da marola gerada pelo barco rebocando. Existem diversas escolas e cablepark pelo Brasil onde você pode aprender com segurança e infraestrutura.  
O lugar de maior número de praticantes no Estado de SP é a Represa De Guarapiranga, localizada na zona sul da cidade. Lá, os praticantes vão poder usufruir de grande infraestrutura (Restaurantes, Marinas, Bombeiros, Escolas de Wake, Grande Área para a prática, bem como pontos onde não há vento nem marolas que atrapalham na hora de andar).

## Equipamentos
Uma prancha, uma corda, colete salva-vidas e um barco, são os equipamentos básicos e necessários para a prática do wakeboard. A prancha deve estar de acordo com o peso e o tamanho do atleta.
Geralmente as medidas são: 1,35m de comprimento, 45cm de largura e sua espessura é de 1 cm. Ela é ideal para a prática do desporto e possibilita uma maior navegabilidade e aproveitamento nas manobras.
A corda é o elo entre o barco e o atleta. Ela não pode ser elástica, pois faz o atleta perder o equilíbrio enquanto está no ar. Quanto mais rígida ela for, melhor. A medida varia entre 15 e 19 metros. Quanto maior a distância entre o atleta e o barco, maior é o tempo que o wakeboarder ficará no ar.
O barco deve ter um motor que mantenha a velocidade e que ande em linha reta, além disso deve estar pesado, assim fará uma maior onda e facilitará o atleta.